# Okrožno sodišče v Murski Soboti
Okrožno sodišče v Murski Soboti je okrožno sodišče Republike Slovenije s sedežem v Murski Soboti, ki spada pod Višje sodišče v Mariboru. Trenutni predsednik (2007) je Branko Palatin.
Pod to okrožno sodišče spadajo naslednja okrajna sodišča:
- Okrajno sodišče v Murski Soboti
- Okrajno sodišče v Gornji Radgoni
- Okrajno sodišče v Lendavi
- Okrajno sodišče v Ljutomeru